# Sri-lankische Badmintonmeisterschaft 1982
Die Sri-lankische Badmintonmeisterschaft 1982 war die 30. Austragung der nationalen Titelkämpfe im Badminton in Sri Lanka.

## Sieger und Finalisten
| Disziplin    | Gold                                 | Silber                             |
| ------------ | ------------------------------------ | ---------------------------------- |
| Herreneinzel | Priyantha Wijesekara                 | Niroshan Wijekoon                  |
| Dameneinzel  | Lanthika Madugalla                   | Samathi Hettiarachchi              |
| Herrendoppel | Niroshan Wijekoon S. Basnayake       | Priyantha Wijesekera Sumith Guruge |
| Damendoppel  | Lucky Alagoda Samanthi Hettiarachchi |                                    |
| Mixed        | Niroshan Wijekoon Lucky Alagoda      |                                    |